# アストンマーティン・DBR5
アストンマーティン・DBR5 (Aston Martin DBR5, DBR5/250とも) は、アストンマーティンが製作したフォーミュラ1カー。1960年のF1世界選手権に投入された。

## 設計
DBR5は、1959年に投入されたDBR4をベースにしており、同じ基本シャシーとエンジンレイアウトを使用している。DBR5は小型、軽量化され、エンジンの改良により最終的にアストンマーティンのワークショップで想定されていた数値に近い出力が得られた。DBR5はまた、全てのサスペンションが独立して装着されていた。
しかし、DBR5は強化されたリアエンジンマウント車に対して競争力のある結果をもたらすことはできなかった。アストンマーティンは結果を出すことができたスポーツカープロジェクトに集中するため、1960年限りでのF1からの撤退を決定。復帰は51年後の2021年を待つこととなる。
1960年代初めに2台のDBR5が製作されたが、アストンマーティンがフォーミュラ1から撤退した後、2台とも1961年に廃棄された。

## F1における全成績
(key) （太字はポールポジション、斜体はファステストラップ）
| 年     | チーム                                 | エンジン                          | タイヤ | ドライバー                 | 1   | 2   | 3   | 4   | 5   | 6   | 7   | 8   | 9   | 10  | ポイント | 順位 |
| ------ | -------------------------------------- | --------------------------------- | ------ | -------------------------- | --- | --- | --- | --- | --- | --- | --- | --- | --- | --- | -------- | ---- |
| 1960年 | デイビッド・ブラウン・コーポレーション | アストンマーティン DOHC 直列6気筒 | D      |                            | ARG | MON | 500 | NED | BEL | FRA | GBR | POR | ITA | USA | 0        | -    |
| 1960年 | デイビッド・ブラウン・コーポレーション | アストンマーティン DOHC 直列6気筒 | D      | ロイ・サルヴァドーリ       |     |     |     |     |     |     | Ret |     |     |     | 0        | -    |
| 1960年 | デイビッド・ブラウン・コーポレーション | アストンマーティン DOHC 直列6気筒 | D      | モーリス・トランティニアン |     |     |     |     |     |     | 11  |     |     |     | 0        | -    |